# Гореловское сельское поселение
Гореловское сельское поселение — муниципальное образование в Брейтовском районе Ярославской области России. Административный центр — село Горелово.

## История
Гореловское сельское поселение образовано 1 января 2005 года в соответствии с законом Ярославской области № 65-з от 21 декабря 2004 года «О наименованиях, границах и статусе муниципальных образований Ярославской области». Границы Гореловского сельского поселения установлены в административных границах Гореловского и Севастьянцевского сельских округов.

## Население
| 2007  | 2010  | 2011  | 2012  | 2013  | 2014  | 2015  |
| ----- | ----- | ----- | ----- | ----- | ----- | ----- |
| 1470  | ↘1250 | ↘1246 | ↗1293 | ↗1309 | ↗1347 | ↘1335 |
| 2016  | 2017  | 2018  | 2019  | 2020  | 2021  |       |
| ↘1322 | ↘1286 | ↘1246 | ↘1231 | ↘1186 | ↘929  |       |

## Состав сельского поселения
В состав сельского поселения (образованного в границах 2 сельских округов: Гореловского и Севастьянцевского) входят 40 населённых пунктов.
| №  | Населённый пункт  | Тип населённого пункта       | Население | Сельский округ   |
| -- | ----------------- | ---------------------------- | --------- | ---------------- |
| 1  | Базыки            | деревня                      | ↘0        | Севастьянцевский |
| 2  | Байловское        | село                         | ↗4        | Севастьянцевский |
| 3  | Белорусс          | деревня                      | ↘5        | Севастьянцевский |
| 4  | Большое Иваньково | деревня                      | ↘20       | Севастьянцевский |
| 5  | Бор-Дорки         | деревня                      | ↘47       | Гореловский      |
| 6  | Водяники          | деревня                      | ↗29       | Гореловский      |
| 7  | Горелово          | село, административный центр | ↘234      | Гореловский      |
| 8  | Горильдово        | деревня                      | ↘7        | Севастьянцевский |
| 9  | Дмитрехово        | деревня                      | ↘11       | Гореловский      |
| 10 | Дубец             | деревня                      | ↘33       | Гореловский      |
| 11 | Дубецкая Дача     | деревня                      | ↘2        | Гореловский      |
| 12 | Жеребцово         | деревня                      | →0        | Севастьянцевский |
| 13 | Захарово          | деревня                      | →0        | Севастьянцевский |
| 14 | Зеленцино         | деревня                      | ↘3        | Севастьянцевский |
| 15 | Ивановское        | деревня                      | ↘5        | Севастьянцевский |
| 16 | Кетово            | деревня                      | ↗1        | Севастьянцевский |
| 17 | Комарово          | деревня                      | →7        | Севастьянцевский |
| 18 | Конюхово          | деревня                      | ↗4        | Севастьянцевский |
| 19 | Лукинское         | деревня                      | ↘64       | Севастьянцевский |
| 20 | Ляховые           | деревня                      | ↘9        | Гореловский      |
| 21 | Малый Липовец     | деревня                      | ↘109      | Гореловский      |
| 22 | Медухово          | деревня                      | ↘80       | Севастьянцевский |
| 23 | Никола            | деревня                      | ↘42       | Гореловский      |
| 24 | Новое             | деревня                      | ↘0        | Севастьянцевский |
| 25 | Остряковка        | деревня                      | ↘122      | Севастьянцевский |
| 26 | Севастьянцево     | деревня                      | ↘38       | Севастьянцевский |
| 27 | Соболево          | деревня                      | ↘13       | Севастьянцевский |
| 28 | Телятово          | деревня                      | ↘55       | Севастьянцевский |
| 29 | Тимонино          | деревня                      | ↗14       | Севастьянцевский |
| 30 | Тургенево         | деревня                      | ↗11       | Севастьянцевский |
| 31 | Тявково           | деревня                      | ↘8        | Севастьянцевский |
| 32 | Фатьяново         | деревня                      | →0        | Севастьянцевский |
| 33 | Филимоново        | деревня                      | ↘30       | Севастьянцевский |
| 34 | Филипцево         | деревня                      | ↘3        | Севастьянцевский |
| 35 | Чагино            | деревня                      | ↘30       | Севастьянцевский |
| 36 | Чаяново           | деревня                      | ↘3        | Гореловский      |
| 37 | Черкасово         | село                         | ↘165      | Севастьянцевский |
| 38 | Чёрный Враг       | деревня                      | ↘10       | Севастьянцевский |
| 39 | Шаховая           | деревня                      | →0        | Севастьянцевский |
| 40 | Шеломово          | деревня                      | ↘32       | Севастьянцевский |

Законом Ярославской области № 66-з от 12 ноября 2019 года были упразднены деревни Вязовики и Крохино Севастьянцевского сельского округа.